# Estudante Perpétuo
Um estudante perpétuo ou estudante de carreira é um estudante de uma faculdade ou universidade que busca vários diplomas terminais ou se matricula novamente por vários anos a mais do que o necessário para obter um determinado grau académico. Os estudantes perpétuos podem publicar ou trabalhar em diversas áreas e são frequentemente considerados polímatas.